# Llista de restaurants amb 3 estrelles Michelin
Les estrelles Michelin són un sistema de classificació utilitzat per la Guia Michelin vermella per classificar els restaurants segons la seva qualitat. La guia es va desenvolupar originalment el 1900 per mostrar als conductors francesos on es trobaven els serveis locals, com ara restaurants o els mecànics. El sistema de classificació es va introduir per primera vegada el 1926 com a estrella única, amb la segona i la tercera estrelles introduïdes el 1933.
Segons la Guia, una estrella significa "un restaurant molt bo", dues estrelles són "una cuina excel·lent que val la pena fer una volta" i tres estrelles signifiquen "una cuina excepcional que val la pena fer un viatge especial". La llista de restaurants amb estrelles s'actualitza un cop a l’any.

3 estrelles Michelin, utilitzades en guies de qualitat de restaurants.

## Resum
Actualment, hi ha 132 restaurants amb 3 estrelles Michelin basades en les guies Michelin 2021 de la ciutat o país en concret.
| Rang | País (Regions)    | Número |
| ---- | ----------------- | ------ |
| 1    | França i Mònaco   | 30     |
| 1    | Japó              | 30     |
| 3    | Estats Units      | 13     |
| 4    | Itàlia            | 11     |
| 4    | Espanya           | 11     |
| 6    | Alemanya          | 10     |
| 6    | Hong Kong i Macau | 10     |
| 8    | Regne Unit        | 8      |
| 9    | Suïssa            | 3      |
| 9    | Xina              | 3      |
| 9    | Singapur          | 3      |
| 12   | Països Baixos     | 2      |
| 12   | Corea del Sud     | 2      |
| 12   | Bèlgica           | 2      |
| 15   | Àustria           | 1      |
| 15   | Dinamarca         | 1      |
| 15   | Suècia            | 1      |
| 15   | Taiwan            | 1      |

## Llista de restaurants amb 3 estrelles Michelin per país en l’última versió

### Alemanya
| Ubicació          | Restaurant                            | Xef                | Atorgat des del |
| ----------------- | ------------------------------------- | ------------------ | --------------- |
| Baiersbronn       | Restaurant Bareiss                    | Claus-Peter Lumpp  | 2008            |
| Bergisch Gladbach | Vendôme                               | Joachim Wissler    | 2005            |
| Berlín            | Rutz                                  | Marco Müller       | 2020            |
| Dreis             | Waldhotel Sonnora                     | Clemens Rambichler | 1999            |
| Hamburg           | The Table                             | Kevin Fehling      | 2016            |
| Múnic             | Atelier                               | Jan Hartwig        | 2018            |
| Perl              | Victor's Fine Dining de Christian Bau | Christian Bau      | 2006            |
| Rottach-Egern     | Restaurant Überfahrt                  | Christian Jürgens  | 2014            |
| Saarbrücken       | GästeHaus Klaus Erfort                | Klaus Erfort       | 2008            |
| Baiersbronn       | Temporäre Schwarzwaldstube            | Torsten Michel     | 2021            |
| Wolfsburg         | Aqua                                  | Sven Elverfeld     | 2009            |

### Àustria
| Ubicació | Restaurant        | Xef(s)      | Atorgat des del |
| -------- | ----------------- | ----------- | --------------- |
| Viena    | Restaurant Amador | Juan Amador | 2019            |

### Bèlgica
| Ubicació    | Restaurant    | Xef(s)         | Atorgat des del |
| ----------- | ------------- | -------------- | --------------- |
| Kruishoutem | Hof van Cleve | Peter Goossens | 2005            |
| Anvers      | Zilte         | Viki Geunes    | 2021            |

### Corea del sud
| Ubicació | Restaurant | Xef            | Atorgat des de |
| -------- | ---------- | -------------- | -------------- |
| Seül     | Gaon       | Kim Byoung-Jin | 2016           |
| Seül     | La Yeon    | Kim Sung-Il    | 2016           |

### Dinamarca
| Ubicació    | Restaurant | Xef(s)        | Atorgat des del |
| ----------- | ---------- | ------------- | --------------- |
| Copenhaguen | Geranium   | Rasmus Kofoed | 2016            |
| Copenhaguen | Noma       | René Redzepi  | 2021            |

### Espanya
| Ubicació                 | Restaurant                     | Xef(s)                                       | Atorgat des de |
| ------------------------ | ------------------------------ | -------------------------------------------- | -------------- |
| Barcelona                | Disfrutar                      | Oriol Castro, Eduard Xatruch i Mateu Casañas | 2023           |
| Barcelona                | Lasarte                        | Martín Berasategui i Paolo Casagrande        | 2016           |
| Barcelona                | ABaC                           | Jordi Cruz                                   | 2018           |
| Barcelona                | Cocina Hermanos Torres         | Javier i Sergio Torres                       | 2022           |
| Dénia                    | Quique Dacosta Restaurante     | Quique Dacosta                               | 2012           |
| El Puerto de Santa María | Aponiente                      | Ángel León                                   | 2018           |
| Girona                   | El Celler de Can Roca          | Joan Roca                                    | 2009           |
| Larrabetzu               | Azurmendi                      | Eneko Atxa                                   | 2013           |
| Lasarte-Oria             | Restaurante Martín Berasategui | Martín Berasategui                           | 2001           |
| Madrid                   | DiverXO                        | David Muñoz                                  | 2014           |
| Sant Sebastià            | Arzak                          | Juan Mari Arzak i Elena Arzak                | 1989           |
| Sant Sebastià            | Akelarre                       | Pedro Subijana                               | 2006           |
| Villaverde de Pontones   | El Cenador de Amós             | Jesús Sánchez                                | 2020           |

### Estats Units
| Ubicació                | Restaurant                                          | Xef(s)                                   | Atorgat des de |
| ----------------------- | --------------------------------------------------- | ---------------------------------------- | -------------- |
| Chicago                 | Alinea                                              | Grant Achatz i Simon Davies              | 2011           |
| Healdsburg, Califòrnia  | SingleThread                                        | Kyle Connaughton                         | 2019           |
| Los Gatos, Califòrnia   | Manresa                                             | David Kinch i Nicholas Romero            | 2016           |
| Nova York               | Le Bernardin                                        | Éric Ripert, Chris Muller, i Eric Gestel | 2006           |
| Nova York               | Per Se                                              | Thomas Keller i Corey Chow               | 2006           |
| Nova York               | Masa                                                | Masa Takayama                            | 2009           |
| Nova York               | Eleven Madison Park                                 | Daniel Humm i Brian Lockwood             | 2012           |
| Nova York               | Chef's Table at Brooklyn Fare                       | César Ramírez                            | 2012           |
| San Francisco           | Atelier Crenn                                       | Dominique Crenn                          | 2019           |
| San Francisco           | Benu                                                | Corey Lee i Brandon Rodgers              | 2015           |
| San Francisco           | Quince                                              | Michael Tusk i Neil Stetz                | 2017           |
| Santa Elena, Califòrnia | El restaurant de Meadowood (cremat al foc de vidre) | Christopher Kostow i John Hong           | 2011           |
| Washington, Virgínia    | The Inn at Little Washington                        | Patrick O'Connell                        | 2019           |
| Yountville, Califòrnia  | The French Laundry                                  | Thomas Keller i David Breeden            | 2007           |

### França i Mònaco
| Ubicació            | Restaurant                                     | Xef(s)                          | Atorgat des del |
| ------------------- | ---------------------------------------------- | ------------------------------- | --------------- |
| Annecy-le-Vieux     | Clos de Sens                                   | Laurent Petit                   | 2019            |
| Chagny              | Maison Lameloise                               | Éric Pras                       | 2007            |
| Courchevel 1850     | Le 1947 at Cheval Blanc                        | Yannick Alléno i Gérard Barbin  | 2017            |
| Eugénie-les-Bains   | Les Prés d'Eugénie - Michel Guérard            | Michel Guérard                  | 1977            |
| Fontjoncosa         | L'Auberge du Vieux Puits                       | Gilles Goujon                   | 2010            |
| La Rochelle         | Christopher Coutanceau                         | Christopher Coutanceau          | 2020            |
| Lo Castelet         | Christophe Bacquié                             | Christophe Bacquié              | 2018            |
| Lei Bauç            | L'Oustau de Baumanière                         | Glenn Viel                      | 2020            |
| Les Belleville      | La Bouitte                                     | René i Maxime Meilleur          | 2015            |
| Marsella            | AM par Alexandre Mazzia                        | Alexandre Mazzia                | 2021            |
| Marsella            | Le Petit Nice                                  | Gérald Passédat                 | 2008            |
| Megéva              | Flocons de Sel                                 | Emmanuel Renaut                 | 2012            |
| Menton              | Mirazur                                        | Mauro Colagreco                 | 2019            |
| Montecarlo          | Le Louis XV - Alain Ducasse à l'Hôtel de Paris | Franck Cerutti i Dominique Lory | 1990            |
| Ouches              | Le Bois sans Feuilles - Troisgros              | Michel i César Troisgros        | 1968            |
| París 1e            | Kei                                            | Kei Kobayashi                   | 2020            |
| París 4e            | L'Ambroisie                                    | Bernard Pacaud                  | 1988            |
| París 6e            | Guy Savoy                                      | Guy Savoy                       | 2002            |
| París 7e            | Arpège                                         | Alain Passard                   | 1996            |
| París 8e            | Alain Ducasse au Plaza Athénée                 | Romain Meder                    | 2016            |
| París 8e            | Alléno Paris au Pavillon Ledoyen               | Yannick Alléno                  | 2015            |
| París 8e            | Epicure                                        | Éric Fréchon                    | 2009            |
| París 8e            | Le Cinq                                        | Christian Le Squer              | 2016            |
| París 8e            | Pierre Gagnaire                                | Pierre Gagnaire                 | 1998            |
| París 16e           | Le Pré Catelan                                 | Frédéric Anton                  | 2007            |
| Sant Bonet lo Freid | Régis et Jacques Marcon                        | Régis i Jacques Marcon          | 2005            |
| Sant Tropetz        | La Vague d'Or                                  | Arnaud Donckele                 | 2013            |
| Tinqueux            | L'Assiette Champenoise                         | Arnaud Lallement                | 2014            |
| Valença             | Pic                                            | Anne-Sophie Pic                 | 2007            |
| Vonnas              | Georges Blanc                                  | Georges Blanc                   | 1984            |

### Hong Kong i Macau
| Ubicació  | Restaurant                 | Xef(s)                             | Atorgat des del  |
| --------- | -------------------------- | ---------------------------------- | ---------------- |
| Hong Kong | Lung King Heen             | Chan Yan Tak                       | 2009             |
| Hong Kong | 8½ Otto e Mezzo Bombana    | Umberto Bombana i Keith Yam Ka Lok | 2012             |
| Hong Kong | L'Atelier de Joël Robuchon | David Alves                        | 2012             |
| Hong Kong | Restaurant Forum           | Yeung Koon Yat                     | 2020             |
| Hong Kong | Sushi Shikon               | Yoshiharu Kakinuma                 | 2014             |
| Hong Kong | T'ang Court                | Kwong Wai Keung                    | 2016             |
| Hong Kong | Caprice                    | Guillaume Galliot                  | 2019 (i 2010-13) |
| Macau     | Jade Dragon                | Kelvin Au Yeung                    | 2019             |
| Macau     | Robuchon au Dôme           | Julien Tongourian                  | 2009             |
| Macau     | The Eight                  | Cheung Tan-leung                   | 2014             |

### Itàlia
| Ubicació           | Restaurant                | Xef(s)                                     | Atorgat des del |
| ------------------ | ------------------------- | ------------------------------------------ | --------------- |
| Alba               | Piazza Duomo              | Enrico Crippa                              | 2013            |
| Brusaporto         | Da Vittorio               | Vittorio Cerea                             | 2010            |
| Canneto sull'Oglio | Dal Pescatore             | Nadia Santini                              | 1996            |
| Castel di Sangro   | Reale                     | Niko Romito                                | 2014            |
| Florència          | Enoteca Pinchiorri        | Annie Féolde, Italo Bassi i Riccardo Monco | 1993            |
| Milà               | Enrico Bartolini al Mudec | Enrico Bartolini                           | 2020            |
| Mòdena             | Osteria Francescana       | Massimo Bottura                            | 2012            |
| Roma               | La Pergola                | Heinz Beck                                 | 2005            |
| Rubano             | Le Calandre               | Massimiliano Alajmo                        | 2002            |
| San Cassiano       | Sant Hubert               | Norbert Niederkofler                       | 2018            |
| Senigallia         | Uliassi                   | Mauro Uliassi                              | 2019            |

### Japó
| Ubicació  | Restaurant        | Xef                 | Atorgat des del  |
| --------- | ----------------- | ------------------- | ---------------- |
| Nagoya    | Hijikata          | Shoji Hijikata      | 2019             |
| Nagoya    | Sushi Ueda        | Naoki Ueda          | 2019             |
| Ise       | Sushi Komada      | Kenri Komada        | 2019             |
| Hiroshima | Nakashima         | Tetsuo Nakashima    | 2013             |
| Fukuoka   | Sushi Gyoten      | Kenji Gyoten        | 2014             |
| Fukuoka   | Sushi Sakai       | Daigo Sakai         | 2014             |
| Kyoto     | Hyotei            | Yoshihiro Takahashi | 2010             |
| Kyoto     | Kikunoi Honten    | Yoshihiro Murata    | 2010             |
| Kyoto     | Kitcho Arashiyama | Kunio Tokuoka       | 2010             |
| Kyoto     | Mizai             | Hitoshi Ishihara    | 2014 (& 2010–12) |
| Kyoto     | Nakamura          | Motokazu Nakamura   | 2011             |
| Kyoto     | Iida              | Shinichi Iida       | 2018             |
| Kyoto     | Maeda             | Yujiro Maeda        | 2020             |
| Kyoto     | Gion Sasaki       | Hiroshi Sasaki      | 2020             |
| Osaka     | Kashiwaya         | Hideaki Matsuo      | 2011             |
| Osaka     | Taian             | Hitoshi Takahata    | 2011             |
| Osaka     | Hajime            | Hajime Yoneda       | 2018 (& 2010–12) |
| Tòquio    | Joël Robuchon     | Michael Michaelidis | 2008             |
| Tòquio    | Kanda             | Hiroyuki Kanda      | 2008             |
| Tòquio    | Quintessence      | Shuzo Kishida       | 2008             |
| Tòquio    | L'Osier           | Olivier Chaignon    | 2019 (& 2008–10) |
| Tòquio    | Kadowaki          | Toshiya Kadowaki    | 2020             |
| Tòquio    | Ishikawa          | Hideki Ishikawa     | 2009             |
| Tòquio    | Ryugin            | Seiji Yamamoto      | 2012             |
| Tòquio    | Sushi Yoshitake   | Masahiro Yoshitake  | 2012             |
| Tòquio    | Makimura          | Makimura Akio       | 2015             |
| Tòquio    | Kohaku            | Koji Koizumi        | 2016             |
| Tòquio    | L’Effervescence   | Shinobu Namae       | 2021             |
| Tòquio    | Sazenka           | Tomoya Kawada       | 2021             |
| Toyama    | Yamazaki          | Koji Yamazaki       | 2016             |

### Noruega
| Ubicació | Restaurant | Xef                | Atorgat des de |
| -------- | ---------- | ------------------ | -------------- |
| Oslo     | Maaemo     | Esben Holmboe Bang | 2016           |

### Països Baixos
| Ubicació   | Restaurant    | Xef           | Atorgat des de |
| ---------- | ------------- | ------------- | -------------- |
| Zwolle     | De Librije    | Jonnie Boer   | 2004           |
| Kruiningen | Inter Scaldes | Jannis Brevet | 2018           |

### Regne Unit
| Ubicació | Restaurant                            | Xef(s)                   | Atorgat des de |
| -------- | ------------------------------------- | ------------------------ | -------------- |
| Bray     | The Waterside Inn                     | Alain Roux               | 1985           |
| Bray     | The Fat Duck                          | Heston Blumenthal        | 2004           |
| Londres  | Restaurant Gordon Ramsay              | Gordon Ramsay i Matt Abé | 2001           |
| Londres  | Alain Ducasse al Dorchester           | Jean-Philippe Blondet    | 2010           |
| Londres  | Sketch (The Lecture Room and Library) | Pierre Gagnaire          | 2020           |
| Londres  | Core by Clare Smyth                   | Clare Smyth              | 2021           |
| Londres  | Hélène Darroze at The Connaught       | Hélène Darroze           | 2021           |
| Cartmel  | L'Enclume                             | Simon Rogan              | 2022           |

### Singapur
| Ubicació | Restaurant | Xef               | Atorgat des de |
| -------- | ---------- | ----------------- | -------------- |
| Singapur | Les Amis   | Sébastien Lepinoy | 2019           |
| Singapur | Odette     | Julien Royer      | 2019           |
| Singapur | Zén        | Tristin Farmer    | 2021           |

### Suècia
| Ubicació | Restaurant | Xef(s)         | Atorgat des de |
| -------- | ---------- | -------------- | -------------- |
| Estocolm | Frantzén   | Björn Frantzén | 2018           |

### Suïssa
| Ubicació  | Restaurant                     | Xef(s)            | Atorgat des de |
| --------- | ------------------------------ | ----------------- | -------------- |
| Basilea   | Cheval Blanc                   | Peter Knogl       | 2016           |
| Crissier  | Restaurant de l'Hôtel de Ville | Franck Giovannini | 1992           |
| Fürstenau | Schloss Schauenstein           | Andreas Caminada  | 2011           |

### Taiwan
| Ubicació | Restaurant | Xef(s)               | Atorgat des de |
| -------- | ---------- | -------------------- | -------------- |
| Taipei   | Le Palais  | Ken Chan i Matt Chen | 2018           |

### Xina
| Ubicació | Restaurant  | Xef(s) / Propietari(s) | Atorgat des de |
| -------- | ----------- | ---------------------- | -------------- |
| Pequín   | Xin Rong Ji | Zhang Yong (Fundador)  | 2020           |
| Pequín   | King's Joy  | Gary Yin               | 2021           |
| Xangai   | Ultraviolet | Pol Pairet             | 2018           |